# William Basil Neftel

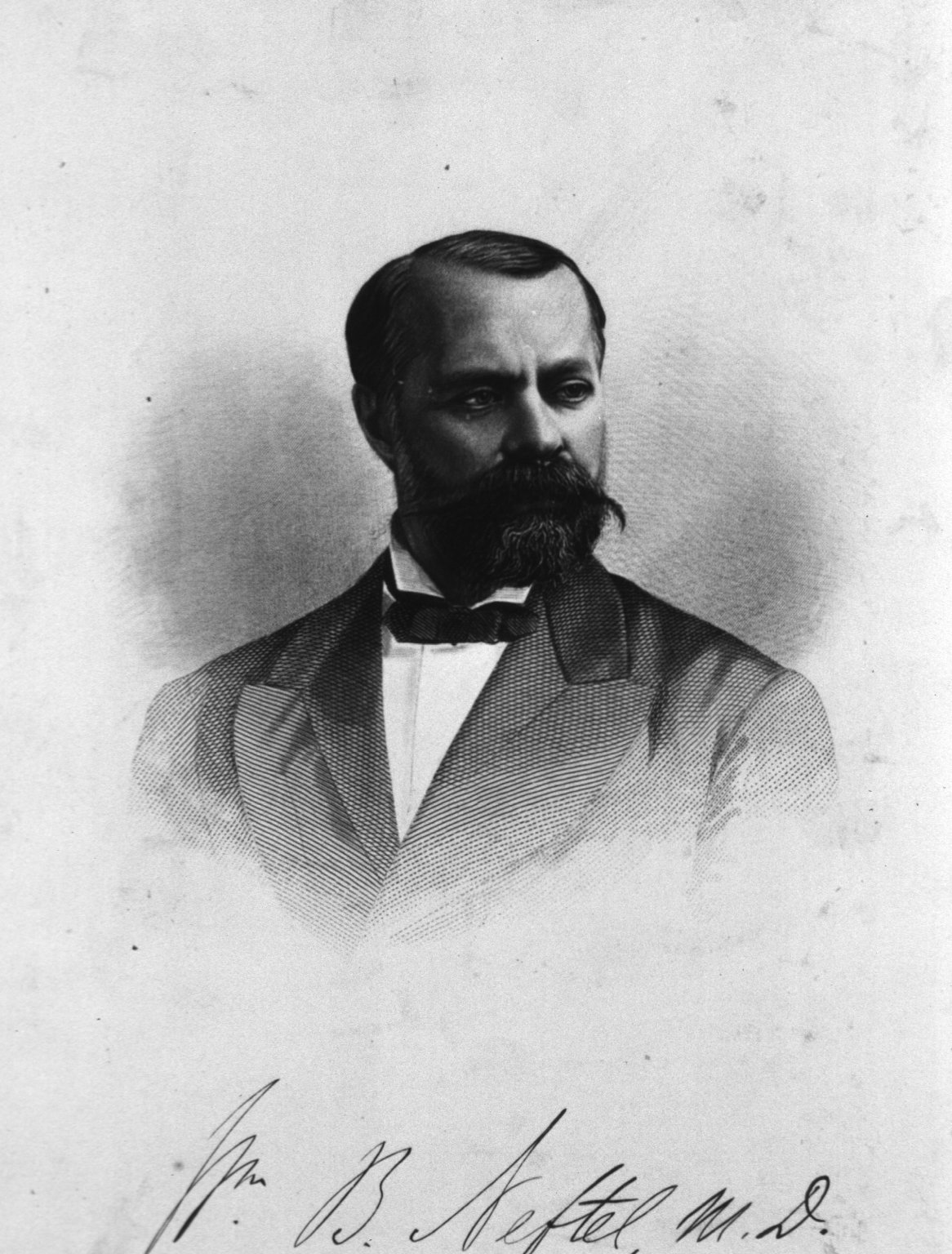
William B. Neftel

William Basil Neftel, Wasilij Fiedorowicz Neftal (ros. Василий Федорович Нефтель/Нефталь ur. 22 września 1830 w Rydze, zm. 20 stycznia 1906 w Nowym Jorku) – rosyjsko-amerykański lekarz neurolog. Wprowadził do medycyny zarzucony obecnie termin atremii.
Studiował na Cesarskiej Akademii Medyko-Chirurgicznej w Sankt Petersburgu. Dyplom lekarza otrzymał w 1852 roku z wyróżnieniem. Następnie jako lekarz wojskowy brał udział w wojnie krymskiej. W 1865 roku wyjechał do Stanów Zjednoczonych, po roku wrócił do Europy, ale w 1868 wyjechał do Nowym Jorku i osiadł tam na stałe. Praktykował jako neurolog i był jednym z pionierów elektroterapii. Publikował też prace z dziedziny okulistyki.
Należał do Medical Society of the County of New York, New York Academy of Medicine, New York Pathological Society i Physicians’ Mutual Aid Association. Był lekarzem Aleksandra Hercena i Ogariewa.
Żonaty z wnuczką ostatniego króla Gruzji, Jerzego XII (1798–1800), Nadine (zm. 1908). Mieli jednego syna.

## Wybrane prace
- Galvano-therapeutics: the physiological and therapeutical action of the galvanic current upon the acoustic, optic, sympathetic, and pneumogastric nerves. Appleton, 1878
- Ueber Atremie, nebst Bemerkungen über die Nervosität der Amerikaner[8]. (1883)
- Zur galvanischen Behandlung der progressiven Muskelatrophie. Arch. f. Psychiat. 16, ss. 65-74 (1885)
- Ueber die elektrische Behandlung des Schreib-und Klavierspielerkrampfes. Arch. f. Psychiat. 16, ss. 74-77 (1885)
- Ein Beitrag zur Aetiologie der Epilepsie (1876)
- Beiträge zur Symptomatologie und Therapie der Migraine (1889)
- On remittent (relapsing) melancholia. Medical Record 53, ss. 829-836 (1898)
- Abnormal reaction of the acoustic nerve in chlorosis and Bright's disease (1873)
- Clinical notes on nervous diseases of women (1873)
- Report upon some of the recent researches in neuropathology (1873)
- Contribution to the diagnosis of cancerous diathesis; carcinosis (1873)
- The treatment of some forms of dyspepsia (chronic catarrh of the stomach). Medical Record (1878)
- The electrolytic treatment of malignant tumors. Medical Record (1876)
- Beiträge zur Kenntniss und Behandlung der visceralen Neuralgien (1880)
- Report upon some of the recent researches in neuropathology (1873)
- Beiträge zur Kenntniss und Behandlung der visceralen Neuralgien (1880)
- The treatment of tumors by electrolysis. Medical Record (1900)
- Die electrolytische Behandlung boesartiger Geschwuelste. Arch. f. path. Anat. (1872)